# Peter Bradley-Fulgoni
Peter Bradley-Fulgoni (1957) è un pianista inglese.
Come concertista è attivo prevalentemente in Europa e Russia. Nel Regno Unito svolge la sua attività didattica.

## Biografia
Peter Bradley-Fulgoni negli anni '70 ha studiato dapprima in Inghilterra alla Purcell School e al Royal College of Music sotto la guida di Kendall Taylor e Phyllis Sellick. Qui si è distinto negli studi raggiungendo il massimo dei voti nell'esecuzione pianistica. Incluso nel novero dei finalisti del Chappell Piano Prize, poco tempo dopo si è affermato vincitore nel contesto del Bromsgrove Festival's International Young Musician's Platform. In seguito, s'è perfezionato con Alexander Kelly (Royal Academy of Music), e ha partecipato a masterclass con Edith Vogel.
Ha poi studiato in Italia con Bruno Mezzena (allievo di Arturo Benedetti Michelangeli), a Mosca con Mikhael Murach (docente del Conservatorio di Mosca e allievo di Vera Gornostayeva) e a Londra con Andrzej Esterhazy (un allievo di Heinrich Neuhaus), dopo aver vinto premi elargiti dal Martin Musical Scholarship Fund e dall'Istituto di Cultura Italiana a Londra.
Bradley-Fulgoni ha preso parte a numerosi concorsi internazionali, aggiudicandosi riconoscimenti al “F. Neglia” (Italia), e al Moscow International Competition (Russia), oltre ad essere risultato destinatario del 'diploma d'onore' per due anni consecutivi al Concorso pianistico internazionale "Maria Canals" (Barcellona), e ad essersi guadagnato una citazione di merito da parte di Paul Badura-Skoda al Concorso Internazionale "F. Busoni" di Bolzano.
Ha debuttato alla Wigmore Hall in seguito alla vittoria del Peter Morrison Prize, un concorso organizzato con il patrocinio della Incorporated Society of Musicians. Successivamente sono stati numerosi i suoi recital e le esecuzioni con orchestra in tutta Europa, a cui si sono aggiunte le frequenti registrazioni radiofoniche per le britanniche BBC Radio 3, Classic FM, Classic TV, Thames Television, e per altre emittenti in Italia, Germania, Francia, Spagna, Polonia, Malaysia, Cina e Ucraina. In quest'ultimo paese ha tenuto masterclass e dato concerti al Conservatorio di Leopoli e al "Virtuosi" International Music Festival.
Durante il suo soggiorno in Italia, Carlo Maria Giulini e Marcello Abbado l'hanno selezionato come protagonista di un evento tenutosi al Conservatorio di Santa Cecilia a Roma nell'ambito di un ciclo di concerti organizzato dalla A.GI.MUS. Nel 2001 ha suonato alla Chiesa di Saint Martin-in-the-Fields (Londra) per la rassegna "Pianists of the World".
Nel settembre 2003 è entrato a far parte dell'Ashworth Trio in occasione della prima esecuzione mondiale del Trio per violino, corno, e piano di Alun Hoddinott al St. Asaph International Music Festival in Galles. Nell'estate del 2007 è stato acclamato un suo recital al Museo Skrjabin di Mosca. Risale poi al 2008 un tour in Ucraina (cui ha affiancato una serie di masterclass) organizzato dalla Società Filarmonica di Leopoli. Nello stesso periodo, sotto gli auspici del Museo Puškin e dell'Università Statale di Mosca, ha suonato al Richter Memorial Apartment di Mosca. Nel febbraio 2009 ha dato una serie di concerti a Milano, dopodiché, nell'estate dello stesso anno, su invito di Natalia Gutman, è stato apprezzato in un recital per la Fondazione Sviatoslav Richter a Tarusa (Russia). Di rilievo sono stati altri suoi recenti impegni, che l'hanno visto protagonista in Polonia, Italia, Francia (Salle Cortot di Parigi), Austria e Russia (Siberia).

## Attività discografica
Il suo CD monografico dedicato a Brahms (per l'etichetta Altamira), ha ricevuto entusiastiche critiche. A questo hanno fatto seguito un CD con musiche di Schumann per la Delphian Records, un altro in cui campeggia il Concerto “Imperatore” di Beethoven, ed un ennesimo in cui ha affrontato le impervie vette virtuosistiche del 3º Concerto di Rachmaninov con l'Orchestra Sinfonia of Leeds sotto la guida di David Greed (per la Foxglove Audio). Bradley-Fulgoni ha inoltre registrato nel 2007 un DVD miscellanea per l'etichetta "Soundtechniques", che è stato trasmesso via etere da Classic FM TV. Nel 2012 la Foxglove Audio ha distribuito il prodotto di un altro suo cimento discografico dal titolo "PianOLYPHONY" incentrato su opere pianistiche della Seconda scuola di Vienna, e includente la scultorea 3^ Sonata di Paul Hindemith nonché due polittici di Massimo Di Gesu.

## Personalità
Il repertorio di Bradley-Fulgoni abbraccia una vasta gamma di stili e periodi storici (dal barocco di J. S. Bach allo strutturalismo novecentesco di Pierre Boulez fino all'odierno anticonformismo di Massimo Di Gesu), dedicando attenzione anche alla divulgazione di perle nascoste del repertorio, come le suite di Domenico Zipoli e gli aforismi di Roberto Gerhard.
Variegato è l'arcipelago di recensioni da cui è possibile ricavare un esaustivo ritratto della personalità artistica di Peter Bradley-Fulgoni:
- "Questa è un'interpretazione di carattere: vivida nell'aspetto narrativo, vigorosa nel profilo strutturale"[3]. (BIRMINGHAM POST - ARTS REVIEW (Liszt: Sonata in si minore);
- "Ascoltare l'interpretazione che Bradley-Fulgoni dà degli Studi Sinfonici riporta alla memoria i traguardi del giovane Arthur Rubinstein e del maturo Shura Cherkassky"[3]. (Denby Richards, MUSICAL OPINION (Schumann: Studi Sinfonici, CD Delphian)".
- "Peter Bradley-Fulgoni è un soggiogante solista nel 3º Concerto di Rachmaninov: ha plasmato le sue ampie frasi con passione, e ha reso le sue fiammeggianti impennate con l'eleganza di una disinvolta tecnica virtuosistica"[3]. (Patric Standford, YORKSHIRE POST (Rachmaninov: Concerto N° 3; eseguito con la Sinfonia of Leeds alla Leeds Town Hall).
- " ... Il profondo umanesimo di Peter Bradley-Fulgoni, avvalentesi di un pianismo di mercuriale potenza, ci regala un Imperatore pieno di gagliardia, eleganza e maestosità". (Richard Kenwood-Herriott (pianista, compositore, direttore, e critico musicale) sul Concerto N° 5 di Beethoven (Foxglove Audio CD).

Al Bradley-Fulgoni docente vengono riconosciute le doti dell'insegnante carismatico, e, oltre a tenere masterclass in pianoforte e musica da camera in vari paesi del mondo, lavora stabilmente in qualità di senior piano teacher alla Shrewsbury School in Inghilterra.